# Hush (rapper)
Hush, pseudonimo di Daniel Carlisle (Detroit, 13 agosto 1972), è un rapper statunitense.
Di origini italiane e messicane, è collaboratore di lunga data di Eminem. Ha inoltre lavorato come produttore con numerosi artisti. Aveva un contratto con l'etichette Area Code Management e DTW Records, ma le ha lasciate per poter pubblicare il suo album di debutto con la Geffen Records, Bulletproof, anticipato dal singolo Hush is Coming che figura il featuring di Nate Dogg.

## Album
- There Goes The Neighborhood (2001)
- Roses & Razorblades (2002)
- Bulletproof (2005)
- The Open Book (2009)